# Nữ thư
Nữ thư (chữ Hán: 女書) là một hệ chữ viết tượng thanh âm tiết, được giản thể từ chữ tượng hình Trung Hoa, được dùng rộng rãi ở huyện Giang Vĩnh, địa cấp thị Vĩnh Châu, tỉnh Hồ Nam, miền Nam Trung Quốc.

## Ngôn ngữ
Chữ Nữ Thư được dùng như một phương ngôn của tiếng Hán với tên gọi Tương Nam Thổ Thoại (Chữ Hán: 湘南土話, nghĩa là thổ ngữ phía Nam Hồ Nam), được nói bởi nhóm người sống dọc nhánh sông Tiêu Thủy (chữ Hán: 瀟水) và vùng phía Bắc huyện Giang Vĩnh, Hồ Nam. Những người nói phương ngữ Tương tiếng Hán sống ở phía Nam huyện Giang Vĩnh và các phần khác của tỉnh Hồ Nam không thể hiểu được phương ngữ này. Phương ngữ này được những người sử dụng nó gọi là tiếng Đồng- [tifɯə], và chỉ được viết bằng chữ Nữ Thư. Có nhiều quan niệm khác nhau trong việc phân loại tiếng Tương Nam Thổ Thoại, vì nó mang nhiều đặc điểm của nhiều phương ngữ tiếng Hán nên nhiều học giả xếp nó thuộc vào nhóm phương ngữ Quảng Đông (phương ngữ Việt của tiếng Hán), trong khi các học giả khác lại cho rằng đây là một thứ tiếng lai. Ngoài nói tiếng Thổ Thoại, nhiều người địa phương nói hai thứ tiếng, bao gồm phương ngữ Hồ Nam của tiếng Hán miền Tây Nam khi trò chuyện với người sống ở nơi khác hay trong những dịp trọng đại. Khi tiếng Hán Hồ Nam miền Tây Nam được viết ra, bao giờ chữ Hán cũng được sử dụng, chứ không phải chữ Nữ Thư.
Huyện Giang Vĩnh có dân số bao gồm cả người Hán lẫn người Dao, nhưng chữ Nữ Thư chỉ được sử dụng để viết tiếng Hán địa phương, chứ không hề có ví dụ nào cho thấy thứ chữ này được dùng để viết tiếng Dao bản địa.

## Lịch sử
Trong xã hội phân biệt giai cấp ở Trung Quốc, phụ nữ không có đủ điều kiện đi học như nam giới, dù rằng suốt chiều dài lịch sử, vẫn có nhiều phụ nữ có thể đọc và viết. Cuối thời kỳ phong kiến, trong tầng lớp quý tộc, các bài thơ do giới nữ sáng tác là niềm vinh hạnh lớn cho gia đình. Không biết được chữ Nữ Thư được sáng tác từ khi nào, nhưng vì nó dựa theo Hán Tự, nên nó không thể được sáng tạo ra trước khi Hán Tự xuất hiện. Nhiều dạng giản thể không chính thức của chữ Hán được dùng trong chữ Nữ Thư vào đời nhà Tống và nhà Nguyên (thế kỷ 13, 14). Dường như là chữ Nữ Thư đạt đến độ hoàn chỉnh nhất vào cuối đời nhà Thanh (1644-1911).
Một viên chức thuộc phòng văn hóa Giang Vĩnh đã thu thập, nghiên cứu, dịch sang tiếng Hán chuẩn rất nhiều văn bản chữ Nữ Thư. Sau đó, các học giả đã vào cuộc vào năm 1983 và báo cáo lên chính quyền Trung ương. 
Suốt nửa sau thế kỷ 20, do sự thay đổi về xã hội, văn hóa, chính trị và do tiếp xúc nhiều hơn với Hán Tự, nhiều người không dùng chữ Nữ Thư nữa. Học chữ Nữ Thư không còn là một phong tục của phụ nữ nữa. Bây giờ chỉ có các học giả mới đọc hiểu thứ chữ này. Tuy nhiên, sau khi Yang Yueqing thực hiện một số tài liệu về chữ Nữ Thư, chính phủ Trung Quốc bắt đầu nỗ lực giữ gìn ngôn ngữ đang trên đà tuyệt chủng này và một số phụ nữ trẻ đã bắt đầu học nó.

## Đặc điểm
Không giống như chữ Hán chuẩn là thứ chữ tượng hình, chữ Nữ Thư tượng thanh, mỗi một chữ trong số khoảng 600-700 chữ Nữ Thư là một âm. Tổng số chữ này chỉ đạt một nửa số âm cần biểu đạt của Thổ Thoại. Vì thường bỏ qua đặc điểm thanh điệu nên chữ Nữ Thư là "một cuộc cách mạng và một dạng giản thể hoàn chỉnh nhất của các loại chữ Hán từng được sáng tạo ra". Zhou Shuoyi, người duy nhất thuộc phái nam thông thạo chữ này đã soạn một cuốn từ điển, liệt kê 1800 chữ khác nhau.